# Bundesstraße 471
Pour les articles homonymes, voir Route 471.
La Bundesstraße 471 est une Bundesstraße du Land de Bavière. Elle fait le tour de Munich, en partant d'Inning am Ammersee en passant par Fürstenfeldbruck, Dachau, Oberschleißheim, Garching, Feldkirchen, Putzbrunn et Hohenbrunn jusqu'à Taufkirchen. Avant la construction de l'A 99, c'était la connexion la plus importante pour contourner le centre-ville de Munich et était considérée comme l'une des routes les plus dangereuses de la région de Munich, en particulier dans les sections ouest et nord.

## Géographie
La B 471 commence à la jonction de l'A 96 (Lindau-Munich) à Inning am Ammersee et continue en direction du nord vers le quartier de Fürstenfeldbruck. Passant Schöngeising, la B 471 atteint le contournement de la ville à la jonction de Fürstenfeldbruck-Süd. Après l'embranchement de Fürstenfeldbruck-Von-Gravenreuth-Straße, le contournement de Fürstenfeldbruck se termine et le contournement d'Esting suit. En long arc de cercle, elle contourne désormais Neu-Esting jusqu'au carrefour de Geiselbullach. La route principale s'étend sur quatre voies sans réservation centrale. Peu après, la B 471 atteint le district de Dachau. La liaison vers Dachau/Fürstenfeldbruck suit l'A 8 (Munich-Stuttgart).
Depuis l'échangeur autoroutier, la B 471 circule sur deux voies en direction nord-est jusqu'à l'échangeur de Dachau-Ouest, où elle contourne la ville. La B 471 rejoint désormais la Tangente Dachau vs Oberschleißheim à l'embranchement de Dachau-Est.
Dans le prolongement de la B 471, il y a une connexion avec l'A 92 à Oberschleißheim. Après Oberschleißheim et le croisement avec la B 13 (Munich-Ingolstadt) la route principale atteint Garching-Hochbrück. Elle est suivie par l'A 9 (Munich-Nuremberg-Berlin) avec la jonction de Garching-Süd et la jonction avec l'ancienne B 11 (Munich-Landshut), aujourd'hui Staatsstraße 2350, au sud de Garching.
Après avoir traversé l'Isar sur le Heckerbrücke, le contournement d'Ismaning suit avec la connexion à la B 388 (direction Erding). La B 471 continue en direction du sud-est jusqu'à la jonction d'Aschheim/Ismaning de l'A 99 (rocade extérieure de Munich). La B 471 va en direction du sud à travers les communes d'Aschheim et de Feldkirchen ; dès la sortie de Feldkirchen, la B 471 traverse l'A 94 (Munich-Passau) sans embranchement. Plus loin, l'itinéraire atteint Haar et traverse la B 304 (Munich-Wasserburg am Inn). La B 471 continue vers le sud-ouest jusqu'à Putzbrunn. Après avoir traversé la ville, on revient sur l'A 99 (périphérique extérieur de Munich). Le tracé de l'itinéraire conduit la B 471 à Hohenbrunn puis vers l'ouest. Elle traverse l'A 99 sans embranchement et aboutit à l'A 8 (Munich-Salzbourg).

## Histoire
La Bundesstraße 471 est consacrée dans les années 1960. Cela se fait en deux étapes. Le premier tronçon est celui de l'ouest depuis ce qui était alors la B 12 près d'Inning am Ammersee (aujourd'hui l'A 96) par le parcours d'aujourd'hui (sans contournement) jusqu'à la jonction de Garching-Süd de ce qui était alors l'A 3 (aujourd'hui l'A 9) . Dans un second temps, la section est de la B 471 ouvre. Dans les années 1960, la B 471 était la seule option pour le trafic longue distance sans avoir à traverser le centre-ville de Munich.
L'expansion se poursuit dans les années 1970, en particulier sur les rocades ouest et nord. Les contournements de Fürstenfeldbruck, Olching et Dachau sont construits.
En 1996, dans le cadre de l'achèvement de l'A 96, la jonction d'Inning am Ammersee est reconstruite. Avec l'ouverture de l'Eschenrieder Spange en 1998, la connexion à l'A 8 (Dachau/Fürstenfeldbruck) est reconstruite. Le tronçon de ligne attenant au sud est élargi à quatre voies au début des années 2000.
Le 16 juillet 2010, la voie de secours municipale d'Aschheim est ouverte à la circulation. La jonction nécessaire à la sortie Aschheim/Ismaning (A 99) est réalisée en 2009. Le trafic de transit sera dirigé à l'ouest de l'A 99 vers l'embranchement de Kirchheim (A 99) sur la route de secours. Le centre d'Aschheim est toujours accessible par la B 471. Celle-ci et la liaison autoroutière ouest vers l'A 99 sont reliées ici par un rond-point, qui est transféré de la route de secours. Une extension de la route de secours plus au sud jusqu'à la B 304 près de Haar est prévue ; Cette section de l'itinéraire est destinée à améliorer la connexion est avec le parc des expositions de Munich via un cul-de-sac.
De plus, la jonction de l'A 99 Aschheim/Ismaning est déplacée vers le nord jusqu'à la Kreisstraße M 3, où elle est élargie en trèfle complet. L'intersection de la M 3 et de la B 471 est étendue dans le cadre de cette mesure à un rond-point et est reliée au rond-point de la voie de secours par un pont.

## Source
- (de) Cet article est partiellement ou en totalité issu de l’article de Wikipédia en allemand intitulé « Bundesstraße 471 » (voir la liste des auteurs).

1. ↑  (de) « Landkreis-München · B 471 im Osten entlasten », sur Münchner Wochenanzeiger, 2021 (consulté le 9 mars 2022)